# Emily Burns
Emily Rachel Burns (Sherwood Park, 24 luglio 1997) è una calciatrice canadese, portiere del Nantes.

## Carriera

### Club
Inizia a giocare a calcio in patria al Calgary Foothills e alla MacEwan University, nella quale si è anche laureata con un Bachelor of Arts.
Nel 2020 lascia il Canada accasandosi al Racing Santander, in Spagna.
Dopo una sola stagione si trasferisce in Francia, al Saint-Étienne. Esordisce con les verts alla prima occasione disponibile, il 28 agosto 2021, in un pareggio contro il Bordeaux valido per la 1ª giornata di campionato. La squadra disputa complessivamente 23 partite durante la stagione, e lei prende parte a 11 di queste, alternandosi nel ruolo con la compagna Maryne Gignoux-Soulier, senza però riuscire a evitare la retrocessione del club.
Nell'estate 2022 passa al Digione, ma la sua esperienza con le biancorosse si rivela deludente per lei che ottiene durante l'intero arco stagionale soltanto tre presenze, una in campionato e due in coppa di Francia.
Si trasferisce dunque al Nantes, militante in seconda divisione.
Debutta con le gialloverde alla prima giornata di campionato il 17 settembre 2023, nella vittoria esterna per 3-5 contro l'Albi Marssac.
Da quel momento gioca tutte le partite stagionali come titolare inamovibile, contribuendo direttamente alla prima storica promozione del Nantes in Première Ligue, grazie al secondo posto finale.
Inoltre, grazie ai dieci clean sheet messi a referto in stagione, vince il premio come miglior portiere del torneo.
La stagione successiva è una delle tredici calciatrici confermate in rosa per la prima stagione in massima serie, nella quale debutta alla prima giornata, il 12 settembre 2024, in cui mantiene la porta inviolata nella storica vittoria per 0-1 contro il Le Havre.

## Statistiche

### Presenze e reti nei club
Statistiche aggiornate al 7 maggio 2025.
| Stagione        | Squadra          | Campionato      | Campionato | Campionato | Coppe nazionali | Coppe nazionali | Coppe nazionali | Coppe continentali | Coppe continentali | Coppe continentali | Altre coppe | Altre coppe | Altre coppe | Totale | Totale |
| Stagione        | Squadra          | Comp            | Pres       | Reti       | Comp            | Pres            | Reti            | Comp               | Pres               | Reti               | Comp        | Pres        | Reti        | Pres   | Reti   |
| --------------- | ---------------- | --------------- | ---------- | ---------- | --------------- | --------------- | --------------- | ------------------ | ------------------ | ------------------ | ----------- | ----------- | ----------- | ------ | ------ |
| 2020-2021       | Racing Santander | SD              | 20         | -33        | -               | -               | -               | -                  | -                  | -                  | -           | -           | -           | 20     | -33    |
| 2021-2022       | Saint-Étienne    | D1              | 10         | -23        | CF              | 1               | -7              | -                  | -                  | -                  | -           | -           | -           | 11     | -30    |
| 2022-2023       | Digione          | D1              | 1          | -8         | CF              | 2               | -2              | -                  | -                  | -                  | -           | -           | -           | 3      | -10    |
| 2023-2024       | Nantes           | D2              | 22         | -21        | CF              | 1               | -6              | -                  | -                  | -                  | -           | -           | -           | 23     | -27    |
| 2024-2025       | Nantes           | PL              | 22         | -30        | CF              | 1               | -6              | -                  | -                  | -                  | -           | -           | -           | 22     | -36    |
| 2025-2026       | Nantes           | PL              | 0          | 0          | CF+CdL          | 0+0             | 0+0             | -                  | -                  | -                  | -           | -           | -           | 0      | 0      |
| Totale Nantes   | Totale Nantes    | Totale Nantes   | 46         | -51        |                 | 2               | -12             |                    | -                  | -                  |             | -           | -           | 48     | -63    |
| Totale carriera | Totale carriera  | Totale carriera | 77         | -115       |                 | 5               | -21             |                    | -                  | -                  |             | -           | -           | 82     | -136   |

## Palmarès

### Individuali
- Miglior portiere della Seconde Ligue: 1

2024